# Quercus pentacycla
Quercus pentacycla — вид рослин з родини букових (Fagaceae), ендемік Юньнаню (Китай).

## Опис
Це дерево сягає 15 метрів заввишки. Гілочки міцні, голі, сірувато-коричневі, з кількома сірими сочевичками. Листки овально-еліптичні, шкірясті, 10–14 × 4–6 см; основа трохи закруглена, коса; верхівка від гострої до коротко загостреної; край зубчастий; верх зелений, голий; низ запушений, білуватий; ніжка гола, 15–20 мм. Жолуді яйцювато-еліпсоїдні, блискучі червонувато-коричневі, завдовжки 17 мм, ушир 12 мм; чашечка тонка, охоплює 1/2 або 1/3 горіха, з 4–5 концентричними кільцями зубчастими на краю; дозрівають першого року.

## Середовище проживання
Ендемік Юньнаню (Китай); зростає у змішаних гірських лісах на висотах від 1400 до 1500 метрів.